# Станке Димитров
Станке Димитров (болг. Станке́ Димитро́в, справжнє ім'я Стефан Димитров Тодоров, 1889–1944), псевдонім «Марек» (акронім болгарських слів Марксист, Антифашист, Революціонер, Емігрант, Комуніст) — болгарський політичний діяч, активіст Болгарської комуністичної партії (БКП), член її Політбюро та секретар Центрального Комітету. Вів діяльність у вимушеній еміграції в СРСР як редактор і ведучий болгарськомовної радіостанції «Народний голос». Трагічно загинув у авіакатастрофі.

## Життєпис
Народився 5 лютого 1889 року в болгарському місті Дупниця, у родині шевця. Після закінчення педагогічного училища у місті Шумен (1908) працював учителем. Пізніше у 1919 році закінчив юридичний факультет Софійського університету.
У 1908 році в Кюстендилі вперше у світі був інсценований роман Максима Горького « Мати», в якому роль революціонера Павла Власова зіграв 19-річний Станке Димитров.
З 15-річного віку приєднався до робітничого руху; з 1919 року був членом, секретарем окружного комітету БКП; брав участь у підготовці Вересневого повстання 1923 року. У 1925 році був змушений емігрувати до СРСР, де вступив до лав ВКП(б). З 1932 року брав участь у роботі Виконкому Комінтерну.
Вів викладацьку роботу в Міжнародній ленінській школі в Москві.
Після початку німецько-радянської війни виступав на радіостанції « Христо Ботєв».
26 серпня 1944 року група болгарських комуністів на чолі зі Станке Димитровим літаком Лі-2 вилетіла з Москви до рідної країни, щоб очолити заплановане на вересень антимонархічне повстання. Літак зробив зупинку в Брянську, і під час зльоту з брянського аеродрому зазнав катастрофи, в якій усі члени делегації загинули. Деякі історики намагаються побачити в цій трагедії інсценування нещасного випадку, виконане за дорученням Йосипа Сталіна або Георгія Димитрова, проте підтвердження цих гіпотез не знайдено.

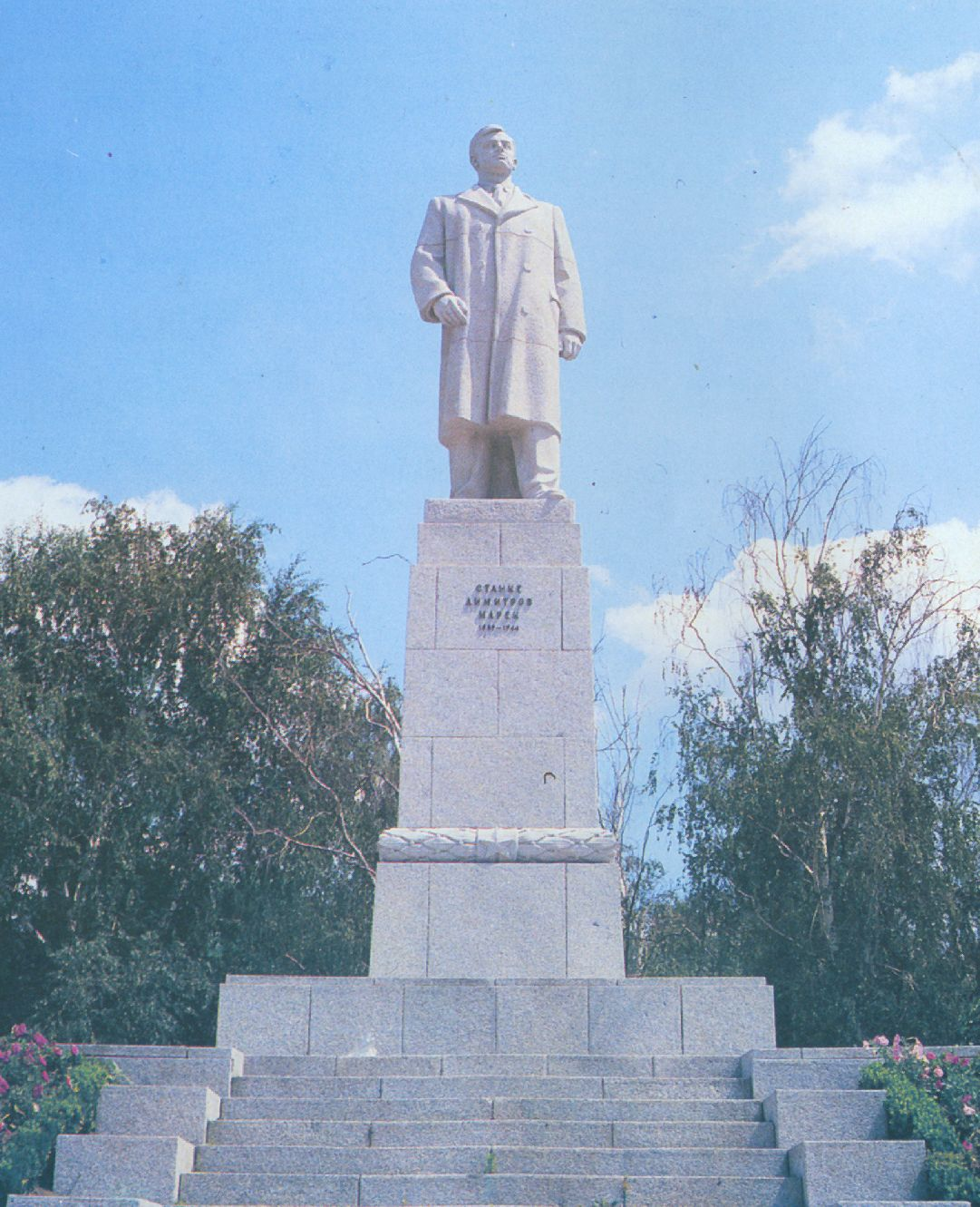
Пам'ятник Станке Димитрову в Дупниці (Болгарія)

Станке Димитров та його однодумці були урочисто перепоховані на центральному цвинтарі Брянська. На їх могилі в 1979 році встановлено пам'ятник-надгробок (скульптор Г. Є. Коваленко, архітектор Ю. І. Тарабрін). Пам'ятний обеліск встановлено і на місці катастрофи в 1965 році.

## Державні нагороди
Указом Президії Верховної Ради СРСР Станке Димитров (Марек) посмертно нагороджений орденом Леніна (1945).

## Ушанування пам'яті
- Місто, де народився Станке Димитрова (Дупниця) у 1948–1949 та 1950 — 1990 роках носило назву Станке-Димитров, а в 1949 — 1950 роках називалося Марек.
- Один із проспектів міста Брянська носить ім'я Станке Димитрова. На будинку № 6 17 лютого 1969 року відкрито меморіальну дошку з барельєфом Станке Димитрова.[3]